# Institut colonial international
 (mai 2023).
 (juillet 2024).
L'Institut colonial international de Bruxelles était une institution spécialisée dans le domaine de l'étude de l'administration coloniale. Basé à Bruxelles, en Belgique, il a joué un rôle essentiel dans la promotion de la compréhension des systèmes administratifs et juridiques des colonies. Son impact a été significatif car il a offert une plateforme permettant aux chercheurs, aux hommes politiques et aux hauts fonctionnaires de partager leurs expériences et d’améliorer les politiques et les pratiques coloniales.

## Création
L'Institut colonial international est une organisation fondée le 8 janvier 1894 à Bruxelles, en Belgique, dans le but de favoriser la discussion et la réflexion sur le développement et l'administration des colonies européennes. Il a été établi comme une plateforme internationale visant à rassembler des individus influents et éminents dans le domaine colonial.
Les membres de l'Institut colonial international, au nombre maximum de 200, étaient sélectionnés parmi les citoyens distingués des États possédant des colonies ou engagés dans des activités de colonisation sur leur propre territoire. L'objectif était d'assurer une représentation diversifiée et experte, permettant des échanges riches et variés sur les questions coloniales.
La création de l'Institut colonial international a été rendue possible grâce au soutien financier de la Compagnie du Congo pour le commerce et l'industrie, ainsi que de la Compagnie de chemin de fer du Congo. Ces entreprises, qui étaient étroitement liées à l'institut, ont contribué financièrement pour promouvoir ses objectifs et faciliter les échanges d'idées et de connaissances entre les experts coloniaux.

## Missions
L’Institut colonial international de Bruxelles se définissait lui-même comme un organisme indépendant et « exclusivement scientifique » qui devait promouvoir les travaux de « colonisation comparée ». Il avait les missions principales suivantes :
- Faciliter et diffuser l’étude comparative de l’administration et du droit dans les colonies. Son objectif était de favoriser la recherche approfondie sur les systèmes administratifs et juridiques en vigueur dans les colonies. Cela incluait l'analyse des différentes formes de gouvernement colonial, des lois coloniales, ainsi que des ressources, de l'économie et du commerce propres à chaque colonie. L'institut s'efforçait de rendre ces connaissances accessibles à un large public, permettant ainsi une meilleure compréhension et étude de l'administration coloniale. En vue de remplir cette mission, l'Institut colonial international publiait régulièrement les actes des réunions plénières et des documents officiels pertinents pour les colonies. Ces publications étaient regroupées dans une collection spéciale appelée "Bibliothèque coloniale internationale". Leur diffusion permettait de partager les travaux réalisés par l'institut ainsi que les informations importantes liées aux colonies.

- Favoriser les échanges internationaux. L'institut avait pour objectif de favoriser la collaboration entre experts coloniaux de différentes nationalités. Il encourageait les chercheurs, hommes politiques et hauts fonctionnaires à partager leurs connaissances et expériences dans le domaine de la gestion coloniale. De plus, l'institut promouvait les missions d'expertise dans les colonies et facilitait les échanges de bonnes pratiques entre les empires coloniaux. Grâce à ces initiatives, il contribuait à améliorer les politiques et les pratiques coloniales en permettant le transfert de connaissances et d'expériences bénéfiques.

Ces missions ont contribué à faire de l’Institut colonial international de Bruxelles un centre d’expertise et de collaboration internationale dans le domaine de l’administration coloniale.

## Acteurs
L'Institut colonial international a connu la participation significative d'anciens pays coloniaux tels que l'Indonésie et l'Inde, renforçant ainsi leur indépendance face à l'impérialisme des nations colonisatrices. Cette présence a été un élément clé pour consolider les objectifs de l'institut.
Le parcours de l'institut a été marqué par la succession de différents présidents au fil des années. Le premier président était Joseph Chailley-Bert, qui était également l'un des cofondateurs de l'institut. Administrateur colonial français et fervent défenseur de l'expansion coloniale de la France pendant la Troisième République, il a présidé l'institut de 1921 à 1923.
Ensuite, de 1923 à 1925, le juriste espagnol spécialiste du droit international Ramón María de Dalmau y de Olivart a pris la présidence de l'institut. Son expertise juridique a apporté une contribution précieuse aux travaux de l'institut pendant cette période.
Entre 1929 et 1936, François Marcal, un Français, a assuré la présidence de l'Institut colonial international. Son mandat a été marqué par des avancées significatives dans les domaines de l'administration coloniale et de la recherche sur les systèmes administratifs et juridiques dans les colonies.
Enfin, à partir de 1936, Lord Frédérik Lugard, un officier britannique et explorateur de l'Afrique, a succédé à la présidence de l'institut. Sa vaste expérience dans les affaires coloniales a contribué à orienter les travaux de l'institut vers des enjeux spécifiques liés à l'Afrique.
Ces présidents successifs ont joué un rôle essentiel dans la direction et le développement de l'Institut colonial international, contribuant ainsi à l'avancement des connaissances et des politiques coloniales à travers leurs expertises respectives.

## Évolution
Joseph Chailley a rapidement eu l’ambition de développer une discipline qui était la “colonisation comparée”. Il veut instituer celle-ci dans l’enseignement supérieur français afin que les diverses expériences coloniales soient portées à la connaissance des Français, qui étaient en retard sur les autres grandes puissances coloniales (Grande-Bretagne, Pays-Bas) qui détenaient une grande connaissance sur le sujet. Il pose les fondements et les raisons de cette discipline en 1892, afin de l’inculquer en France. Il crée l’Union coloniale française (UCF) en 1893. C’est à l’occasion d’une réunion des fondateurs de cette organisation qu’est décidée la création de l’Institut Colonial International (ICI) de Bruxelles qui devra ouvrir ses portes en 1894.
L’ICI aura un rôle indépendant visant à promouvoir les travaux de colonisation comparée, comme la discipline de Joseph Chailley le voulait.
L’institut va décider d’organiser des commissions internationales. La première a lieu en 1894 et la seconde en 1897. Ses membres issus des divers empires coloniaux devront discuter chaque année en réunion plénière des grandes questions coloniales. Notons qu’il y avait une cinquantaine de membres et que chaque puissance coloniale obtient un nombre de sièges pour ses représentants équivalent à sa puissance coloniale, ceux-ci évoluaient au fil des années. Nous avions la Belgique, la Grande-Bretagne, la France, les Pays-Bas, l’Allemagne, la Russie, l’Amérique latine, l’Espagne, les États-Unis, l’Italie, le Portugal ainsi que le Danemark.
L’institut permet de réunir beaucoup d’informations sur la colonisation, mais aussi d’en répandre énormément, ce qui permet à la discipline de Joseph Chailley d’être instituée dans les grandes écoles supérieures partout en Europe, notamment en France. À la suite du réel développement d’une discipline promue grâce, en grande partie, à l’ICI, celui-ci change de nom et devient “l’Institut international des sciences politiques et sociales appliquées aux pays de civilisations différentes”.
Après la Seconde Guerre mondiale, le terme "colonial" est devenu fortement associé à des connotations négatives dans de nombreux contextes internationaux, son utilisation étant considérée comme dégradante envers les peuples autochtones et leurs cultures. Dans le souci de promouvoir le respect et la reconnaissance des droits et de la dignité des populations indigènes, il est devenu impératif d'adopter une approche plus sensible et éthique.
Dans ce contexte, l'Institut colonial international prend la décision de changer de nom en 1951. Ce changement vise à refléter une évolution dans les mentalités et les perspectives concernant la colonisation et les relations entre les anciens pays colonisateurs et les territoires colonisés. L'objectif est d'adopter une terminologie plus respectueuse et moins chargée historiquement, en adéquation avec les nouvelles valeurs de compréhension, de respect culturel et de décolonisation qui émergent à cette époque.
Le changement de nom de l'Institut colonial international témoigne donc de la volonté de se démarquer de l'héritage colonialiste et de s'engager dans des approches plus inclusives et équitables envers les peuples autochtones. Ce renommage était motivé par le désir de promouvoir des relations internationales basées sur le respect mutuel, la coopération et la reconnaissance de la diversité culturelle et des droits des populations colonisées.
Il convient de noter que le nouveau nom adopté par l'institut après 1951 et les développements ultérieurs de son mandat et de ses activités doivent être vérifiés auprès de sources fiables et actualisées pour obtenir des informations précises sur les changements spécifiques intervenus à cette période.